# St. Sebastian (Nußbach)

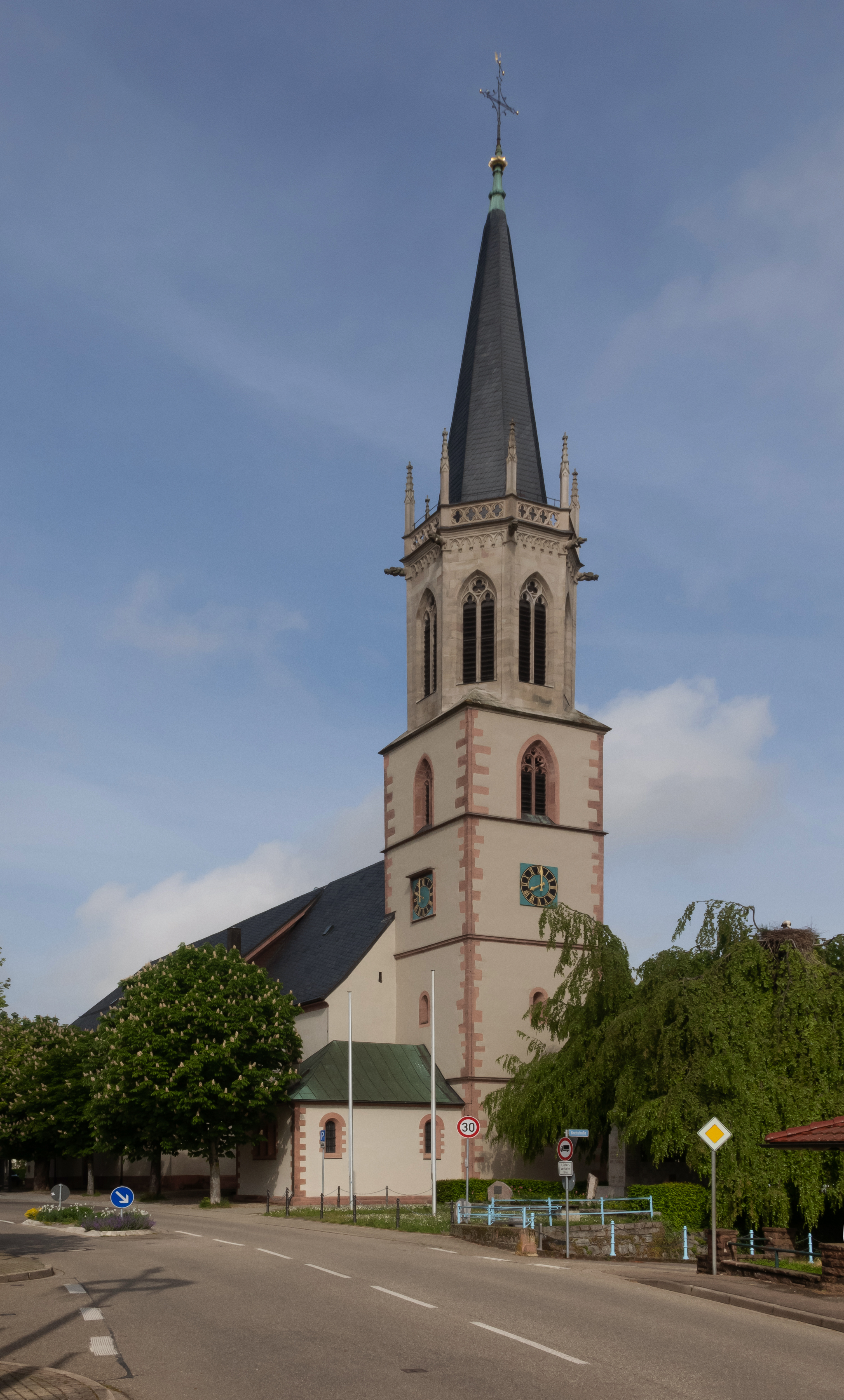
St. Sebastian in Nußbach

Die römisch-katholische Pfarrkirche St. Sebastian steht in Nußbach, einem Ortsteil der Stadt Oberkirch im Ortenaukreis in Baden-Württemberg. Die Pfarrei gehört zum Dekanat Acher-Renchtal im Erzbistum Freiburg. Das Bauwerk ist beim Landesamt für Denkmalpflege Baden-Württemberg als Baudenkmal eingetragen.

## Beschreibung
Die mittelalterliche Saalkirche wurde 1828 von einem Schüler von Friedrich Weinbrenner umgestaltet. Sie besteht aus einem Langhaus, einem eingezogenen, gerade geschlossenen Chor im Osten und einem Kirchturm an der Ostwand des Chors, der ein Chorturm der Vorgängerkirche war. Er hat die Zifferblätter der Turmuhr an drei Seiten und hinter den darüber liegenden Klangarkaden den Glockenstuhl mit sieben Kirchenglocken. Der ehemalige Chorturm wurde 1828 mit einem achteckigen Geschoss aus Quadermauerwerk mit Maßwerkfenstern an allen acht Seiten aufgestockt und mit einem schiefergedeckten spitzen Helm bedeckt.
Die Glocken des siebenstimmigen Glockengeläuts werden durch folgende Daten gekennzeichnet:
| Glocke | Gießer                                            | Gussjahr | Gewicht | Durchmesser | Schlagton |
| ------ | ------------------------------------------------- | -------- | ------- | ----------- | --------- |
| 1      | Matthäus Edel, Straßburg                          | 1723     | 920 kg  | 1180 mm     | f′−3      |
| 2      | Glocken- und Kunstgießerei Rincker, Sinn (Hessen) | 1947     | 700 kg  | 1070 mm     | g′−4      |
| 3      | Glocken- und Kunstgießerei Rincker, Sinn (Hessen) | 1947     | 500 kg  | 995 mm      | a′−8      |
| 4      | Glocken- und Kunstgießerei Rincker, Sinn (Hessen) | 1947     | 415 kg  | 898 mm      | b′−9      |
| 5      | Glocken- und Kunstgießerei Rincker, Sinn (Hessen) | 1947     | 300 kg  | 804 mm      | c″−8      |
| 6      | Glocken- und Kunstgießerei Rincker, Sinn (Hessen) | 1947     | 205 kg  | 715 mm      | d″−8      |
| 7      | Glocken- und Kunstgießerei Rincker, Sinn (Hessen) | 1947     | 120 kg  | 600 mm      | f″−8      |

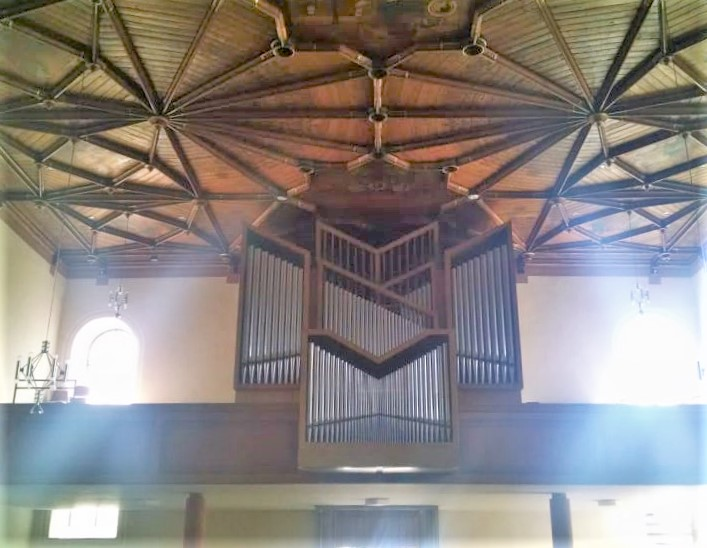
Innenraum mit Orgel

Der Innenraum im Erdgeschoss des Kirchturms, ursprünglich der Chor der mittelalterlichen Kirche, ist mit einem bemalten Kreuzrippengewölbe aus dem 13. Jahrhundert überspannt. Von der mittelalterlichen Kirchenausstattung blieben das Taufbecken von 1476 und eine Anna selbdritt aus dem 15. Jahrhundert erhalten. In der Zeit des Barock entstanden die Statuen des heiligen Sebastian, des heiligen Augustinus, des heiligen Norbert von Xanten und des heiligen Wendelin. Den neugotischen Hochaltar schuf 1895 Franz Joseph Simmler. 
Die Orgel wurde 1967 von Egbert Pfaff aus der Orgelwerkstatt Wilhelm Schwarz & Sohn gebaut. Sie hat einen Umfang von 48 Registern auf drei Manualen und Pedal und ist damit für eine Dorfkirche ungewöhnlich groß.